# Convento de São Bento da Guarda
O Convento de São Bento da Guarda (em galego:  Convento de San Bieito da Guarda) é um conjunto significativo, construído entre 1558 e 1561 como Mosteiro da Transfiguração do Senhor (em galego:  Mosteiro da Transfiguración do Señor).

## História

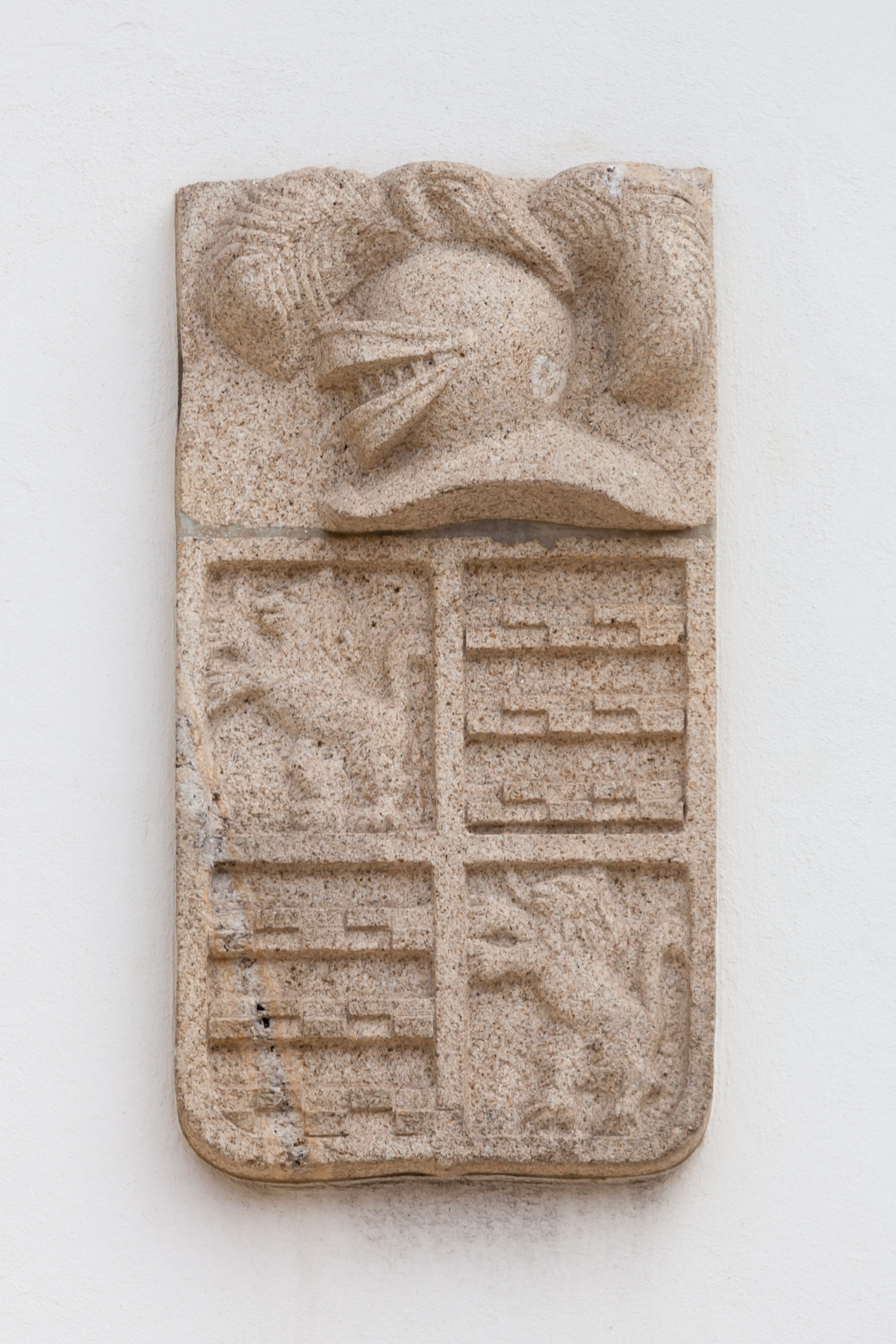
Escudo na fachada.

O convento foi fundado por quatro irmãos, naturais do Senhorio de Teáns, Salvaterra do Minho, bisnetos de Pedro Madruga: Álvaro, García, Isabel e Maria Ozores de Soutomaior. A carta fundacional foi assinada pelo núncio do Papa Pio IV em Portugal, em 7 de setembro de 1561 e a inauguração aconteceu seis anos depois, em 5 de agosto de 1567, presidida pelo Bispo de Tui, Diego de Torquemada.
O edifício sofreu uma reforma importante no século XVIII, a igreja tem um retábulo singelo, presidido pelo santo, e uma portada barroca na porta norte.
A comunidade de beneditinas ocupou o convento até 1984, durante quatrocentos e dezassete anos. Desde 1990 as instalações albergam um hotel e restaurante.